# Wan Li
Wan Li (chinesisch 万里, Pinyin Wàn Lǐ; * 1. Dezember 1916 in Dongping, Shandong, China; † 15. Juli 2015 in Peking) war ein chinesischer Politiker.

## Leben
Wan Li wurde 1936 Mitglied der Kommunistischen Partei Chinas (KPCh) und war als Generalsekretär der Partei in der Grenzregion Hebei-Henan-Shandong während des Zweiten Weltkrieges Organisator der Aktivitäten der kommunistischen Guerilla gegen die japanische Besatzungsmacht.
Nach der Gründung der Volksrepublik China am 1. Oktober 1949 übernahm er einige Ämter innerhalb der Zentralregierung sowie in Nanjing. 1958 wurde er Vize-Bürgermeister von Peking und in dieser Position eine Schlüsselfigur bei den wichtigsten Großbauprojekten der Hauptstadt wie zum Beispiel der Großen Halle des Volkes. Im Rahmen der Kulturrevolution wurde er 1966 als „bourgeoiser Reaktionär“ aus dem Amt entfernt.
Noch während der Kulturrevolution übernahm er 1971 wiederum das Amt des Vize-Bürgermeisters von Peking. Zwischen Januar 1975 und April 1976 war er Minister für die Eisenbahn und führte innerhalb kurzer Zeit viele Reformen zur Neuordnung der veralteten Verkehrswege durch. Dennoch fiel er nach dem Tod von Mao Zedong nach einer kurzen Tätigkeit als Erster Vizeminister für Leichtindustrie noch im Mai 1976 einer zweiten Säuberung zum Opfer, wurde jedoch bereits 1977 bis 1980 Erster Sekretär der KP sowie zwischen 1979 und 1980 Vorsitzender des Revolutionskomitees und damit Gouverneur der Provinz Anhui. In dieser Funktion leitete er die Steigerung der Landwirtschaftsproduktion ein. Seine aufgrund dieser Maßnahmen verfasste Abhandlung „Pflichtbewusste Durchführung der Wirtschaftspolitik der Partei in Ländlichen Gebieten“ brachte ihm wegen seiner pragmatischen und flexiblen Landwirtschaftspolitik Anerkennung und Unterstützung bei der zentralen Parteiführung als Organisationstalent.
Aufgrund dessen wurde er 1980 Mitglied des Zentralkomitees (ZK) der KPCh sowie Vize-Ministerpräsident. Nach einer umfangreichen Regierungsumbildung wurde er im Mai 1982 Erster Vize-Ministerpräsident in der Regierung von Ministerpräsident Zhao Ziyang. Dabei übernahm er eine führende Rolle bei der Rationalisierung der ineffizienten Bürokratie sowie der Beschleunigung der Modernisierung der Wirtschaftsreformen. Bereits im September 1982 wurde er auf dem XII. Parteitag der Kommunistischen Partei Chinas zum Mitglied des Politbüros der KPCh sowie des Sekretariats des ZK. Damit war er neben Zhao Ziyang der einzige Politiker dieser Zeit, der sowohl in der Partei als auch in der Regierung eine führende Position einnahm.
Zuletzt war Wan Li vom 13. April 1988 bis zum 27. März 1993 als Nachfolger von Peng Zhen Vorsitzender des Ständigen Ausschusses des Nationalen Volkskongresses und damit Parlamentspräsident. Nachfolger wurde im Anschluss Qiao Shi.
Wan Li starb am 15. Juli 2015 im Alter von 98 Jahren in Peking.